# Guillermo Yávar
Guillermo Yávar Romo (Santiago, 26 de marzo de 1943) es un Exfutbolista y entrenador chileno que jugaba en la posición de mediocampista, Su primer equipo fue Magallanes. 

## Trayectoria
Guillermo Yávar ingresó en 1958 a las divisiones inferiores de Magallanes. Debutó profesionalmente en Segunda División en 1961, ascendiendo con su club.
En 1965 fue traspasado a Universidad de Chile, donde debutó en pleno Ballet Azul, compartiendo con ídolos azules como Leonel Sánchez, Rubén Marcos, etc.
Luego pasó a otros equipos como Magallanes y Unión Española, donde demostró ser un futbolista apasionado, jugando 20 años de forma ininterrumpida. Luego de su salida, desarrollo su otra pasión que tiene que ver con seguir vinculado al fútbol, pero esta vez no como tal sino que como entrenador asumiendo por primera vez a Provincial Osorno, luego de una mucho trabajo logra sacar a Provincial Osorno a Primera División.
También dirigió a la Selección de fútbol sub-20 de Chile entre 1996 y 1997, no logrando clasificar al Copa Mundial de Fútbol Sub-20 de 1997 tras quedar último en la fase final del Campeonato Sudamericano Sub-20 de 1997.

## Selección nacional
Fue internacional con la selección de fútbol de Chile en 26 partidos, entre 1964 y 1974, habiendo sido nominado para participar en la Copa Mundial de Fútbol de 1966 y en la Copa Mundial de Fútbol de 1974.

### Participaciones en Copas del Mundo
| Mundial                        | Sede       | Resultado    | PJ |
| ------------------------------ | ---------- | ------------ | -- |
| Copa Mundial de Fútbol de 1966 | Inglaterra | Primera fase | 1  |
| Copa Mundial de Fútbol de 1974 | Alemania   | Primera fase | 2  |

#### Participaciones en Eliminatorias a Copas del Mundo
| Eliminatorias                 | País       | Resultado   | Posición   | PJ |
| ----------------------------- | ---------- | ----------- | ---------- | -- |
| Eliminatorias Inglaterra 1966 | Inglaterra | Clasificado | 1° Grupo 2 | 0  |
| Eliminatorias México 1970     | México     | Eliminado   | 2º Grupo 3 | 0  |
| Eliminatorias Alemania 1974   | Alemania   | Clasificado | Repechaje  | 3  |

## Clubes

### Como futbolista
| Club                 | País  | Año       |
| -------------------- | ----- | --------- |
| Magallanes           | Chile | 1961-1965 |
| Universidad de Chile | Chile | 1965-1970 |
| Unión Española       | Chile | 1971-1973 |
| Universidad de Chile | Chile | 1974      |
| Universidad Católica | Chile | 1975      |
| O'Higgins            | Chile | 1976      |
| Cobreloa             | Chile | 1977-1979 |
| Audax Italiano       | Chile | 1980      |
| Aviación             | Chile | 1981      |

### Como entrenador
| Club              | País  | Año       |
| ----------------- | ----- | --------- |
| Ñuble Unido       | Chile | 1983      |
| Cobreloa          | Chile | 1985      |
| Provincial Osorno | Chile | 1989-1991 |
| Unión Española    | Chile | 1992      |
| Provincial Osorno | Chile | 1993      |
| La Serena         | Chile | 1994-1995 |
| Magallanes        | Chile | 1996      |
| Selección sub-20  | Chile | 1996-1997 |
| Magallanes        | Chile | 1997      |
| Unión Española    | Chile | 1998      |
| Provincial Osorno | Chile | 2002      |

## Palmarés

### Títulos locales
| Título               | Club                 | País  | Año  |
| -------------------- | -------------------- | ----- | ---- |
| Torneo Metropolitano | Universidad de Chile | Chile | 1968 |
| Torneo Metropolitano | Universidad de Chile | Chile | 1969 |

### Campeonatos nacionales
| Título                   | Club                 | País  | Año  |
| ------------------------ | -------------------- | ----- | ---- |
| Primera División         | Universidad de Chile | Chile | 1967 |
| Copa Francisco Candelori | Universidad de Chile | Chile | 1969 |
| Primera División         | Universidad de Chile | Chile | 1969 |
| Primera División         | Unión Española       | Chile | 1973 |
| Segunda División         | Universidad Católica | Chile | 1975 |

### Distinciones individuales
| Distinción                               | Año  |
| ---------------------------------------- | ---- |
| Goleador de la Primera División de Chile | 1973 |

| Predecesor: Creación del cargo | Capitán de Cobreloa 1977-1979 | Sucesor: Mario Soto |